# Tutta una notte
Tutta una notte (All Night Long) è un film statunitense del 1981 diretto da Jean-Claude Tramont, con protagonisti Gene Hackman e Barbra Streisand.

## Trama
George Dupler - uomo d'affari, sposato e di mezza età - dopo aver dato in escandescenze in ufficio, subisce un demansionamento e va a lavorare come supervisore del turno di notte in un drugstore di proprietà della sua compagnia. Il figlio di George, Freddie, ha una relazione con una donna più grande e sposata, che è anche la cugina acquisita di sua madre Helen. George esorta Freddie ad interrompere la relazione. Una notte al negozio George incontra la donna, Cheryl, che inizia a mostrare interesse per lui. Dopo un po' l’interesse diviene reciproco. Helen viene a sapere della relazione e George se ne va. Quando sua moglie chiede il divorzio, George glielo concede. George lascia il lavoro e acquista un loft dove può perseguire il suo sogno di diventare un inventore. Tempo dopo Cheryl si trasferisce a casa di George. Freddie, dapprima furente con il padre, finisce per accettare la situazione.